# Филипп I Вольгастский
Филипп I Набожный (нем. Philipp I. von Pommern; 14 июля 1515, Штеттин — 14 февраля 1560, Вольгаст, Мекленбург — Передняя Померания) — герцог Померанский и Щецинский (1531—1532), Вольгастский (1532—1560).

## Биография
Представитель поморской династии Грифичей. Второй (младший) сын Георга I (1493—1531), герцога Померанского, Щецинского и Вольгастского (1523—1531), и Амалии Пфальцской (1490—1524).
Получил своё имя в честь своего деда по материнской линии — Филиппа Виттельсбаха (1448—1508), курфюрста Пфальцского.
В мае 1531 года после смерти своего отца Георга I Филипп стал его наследником и соправителем своего дяди Барнима IX Благочестивого.
В результате раздела Померанского княжества 21 октября 1532 года Филипп I получил во владение от своего дяди Вольгастское герцогство (земли к западу от р. Одра и остров Рюген). В 1541 году он присоединил к своим владениям земли между рр. Тува и Одра, Грыфино и Свобница.
13 декабря 1534 года на ландтаге в Трептове герцоги-соправители Филипп I Набожный и Барним IX Благочестивый объявили о введении лютеранства в Западной Померании в качестве государственной религии. Реформация в Западной Померании предусматривала секуляризацию церковного имущества и создание Поморской Евангелической церкви.
В 1535 году был заключен союз между Западной Померанией и Саксонией. За ним последовала в 1536 году свадьба герцога Филиппа Набожного на дочери курфюрста Саксонии. 26 февраля 1536 года произошло обручение, а на следующий день, 27 февраля, Мартин Лютер отслужил торжественную литургию на свадьбе в городе Торгау.
В 1537 году герцог Филипп Померанский вступил в Шмалькальденский союз, оборонительный союз протестантских князей против католической церкви и германского императора Карла V Габсбурга. В ответ император обвинил герцогов Филиппа и Барнима Померанских в измене, которая была отменена благодаря заступничеству польского короля Сигизмунда Старого.
Во время своего правления в Вольгастском герцогстве Филипп Набожный реорганизовал управление герцогским имуществом, благодаря чему значительно увеличил доходы государства и укрепил оборону герцогства (построил в 1545 году замок Иккермюнде). Также заботился о развитии науки. Создал, в частности, библиотеку в замке Вольгаст и способствовал созданию Педагогиума в Щецине.
45-летний Филипп Набожный скончался 14 февраля 1560 года в Вольгасте. Он был похоронен 21 февраля в церкви Святого Петра в Вольгасте. Его владения разделили двое старших сыновей: Иоганн Фридрих I и Богуслав XIII. До своего совершеннолетия братья находились под опекой своего родственника Барнима IX Благочестивого.

## Семья и дети
Жена с 27 февраля 1536 года Мария Саксонская (15 декабря 1515 — 7 января 1583), дочь Иоганна Твёрдого (1467—1532), курфюрста Саксонии (1525—1532), и Маргариты Ангальтской (1494—1521). Супруги имели десять детей:
- Георг II (13 февраля 1540 — 16 ноября 1544), умер в детстве
- Иоганн Фридрих I (1542—1600) — герцог Вольгастский и Щецинский, женат на Эрдмуте Бранденбургской
- Богуслав XIII (1544—1606) — герцог Вольгастский и Щецинский, Бартский, Новопольский, Лемборкский, Дарловский и Бытувский
- Эрнст Людвиг (1545—1592) — герцог Вольгастский
- Амелия (28 января 1547 — 16 сентября 1580) — вероятно, монахиня
- Барним X Младший (1549—1603) — герцога Дарловский, Бытувский, Буковский и Щецинский
- Эрик III (22 августа 1551 — 12/13 декабря 1551), умер в младенчестве
- Маргарита (19 марта 1553 — 5 сентября 1581) — жена с 1574 года Франца II, герцога Саксен-Лауэнбургского (1547—1619)
- Анна (18 сентября 1554 — 10 сентября 1626) — жена с 1588 года герцога Ульриха Мекленбургского (1527—1603)
- Казимир VII (1557—1605) — герцог Дарловский, Бытувский и Щецинский.